# Buste de Pouchkine à Saint-Pétersbourg
Ne doit pas être confondu avec Statue de Pouchkine à Saint-Pétersbourg.

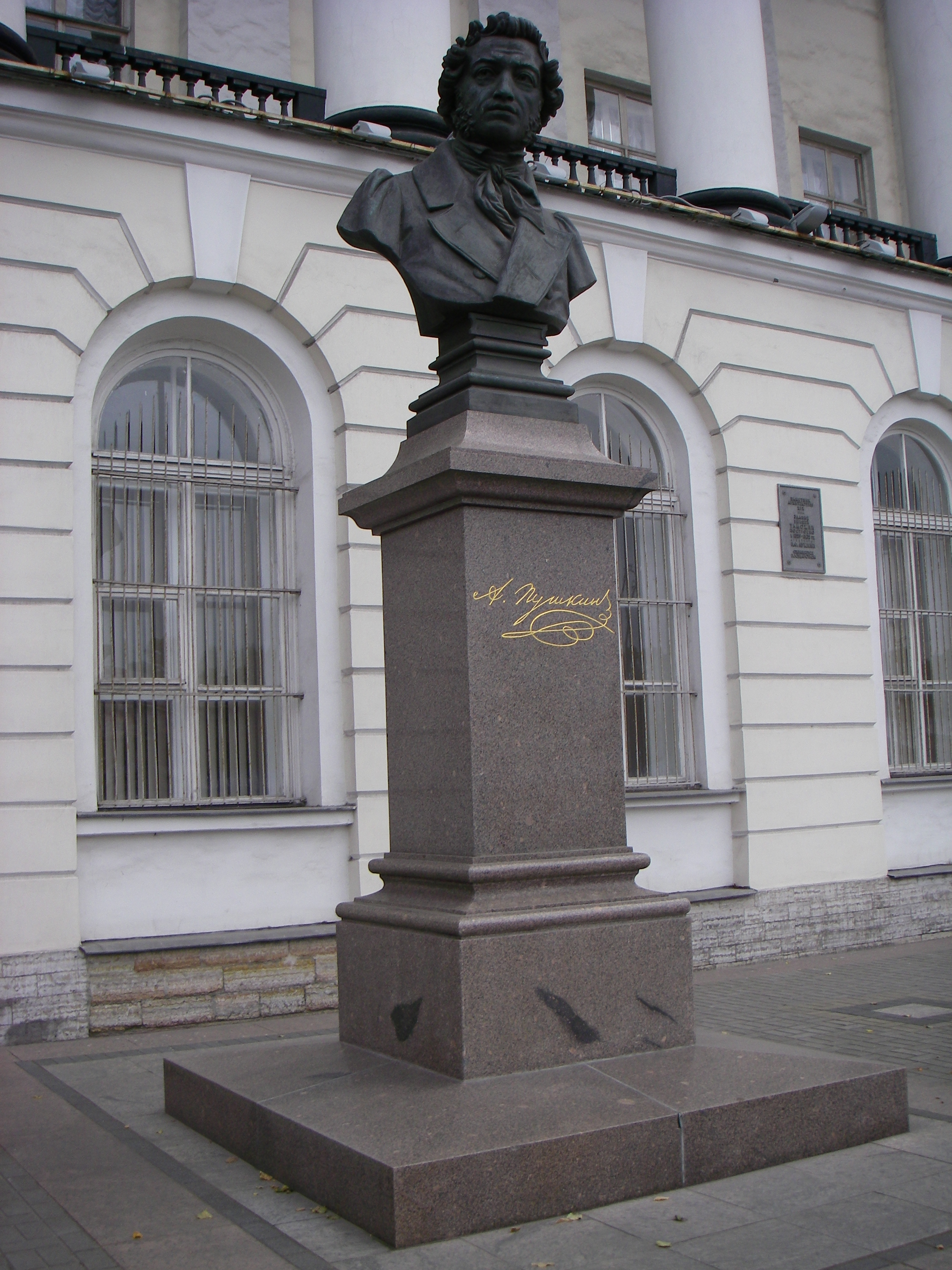
Buste de Pouchkine devant la Maison Pouchkine.

Le buste de Pouchkine est un buste de bronze représentant l'homme de lettres Alexandre Pouchkine (1799-1837). Cette œuvre du sculpteur Ivan Schröder a été commandée en 1899 pour le centenaire de la naissance du poète et placée au milieu du square faisant face au lycée impérial Alexandre,  perspective Kamennoostrovski, à Saint-Pétersbourg.
Le lycée impérial Alexandre était l'héritier du lycée de Tsarskoïe Selo où Pouchkine fit ses études. En effet le lycée de Tsarskoïe Selo déménagea en 1843 sur ordre de Nicolas Ier dans les futurs locaux du lycée Alexandre (abritant auparavant un orphelinat). Le lycée ferma en 1918.
Le buste fut ôté dans les années 1930 pour être placé à l'intérieur du bâtiment, puis en 1972, installé au musée municipal des statues. Il a été solennellement placé en 1999 devant la Maison Pouchkine pour le bicentenaire de la naissance de l'écrivain.

## Source
- (ru) Cet article est partiellement ou en totalité issu de l’article de Wikipédia en russe intitulé « Памятник А.С. Пушкину (Пушкинский дом) » (voir la liste des auteurs).